# PKP SM42 sorozat
A PKP SM42 sorozat egy lengyel dízel tolatómozdony. Ez az első lengyelországi dízelmozdony. Gyári típusjelzése 6D. 1965–1992 között gyártotta a chrzanówi mozdonygyár. A Lengyel Államvasutak (PKP) SM42, az iparvasutak Ls800P sorozatjelzéssel üzemeltették. A PKP számára 1157 darabot gyártottak. Máig ez a legnagyobb példányszámban gyártott dízelmozdony Lengyelországban.

## Története
Fejlesztése az 1950-es és 1960-as évek fordulóján kezdődött, a tolatási feladatokra alkalmazott gőzmozdonyok felváltásának céljával. A cél egy olyan dízel tolatómozdony kifejlesztése volt, amely alkalmas az abban az időben megjelent ST43 és ST44 dízelmozdonyok, valamint PKP ET21 sorozatú villamosmozdonyok számára a nehéz teher-szerelvények összeállítására. A PKP számára gyártott mennyiségen felül mintegy 600 db készült a lengyelországi iparvasutak számára, és 37 db-t exportáltak Marokkóba 1972-ben.

## Becenevek
A mozdonynak több beceneve is van:
- Zebra – a festése miatt
- Wibrator – a motor vibrálása miatt
- Eleska – a gyári száma miatt (Ls800)
- Fablok – a gyártó neve után